# Athabasca Valles
Athabasca Valles son un sistema de canales de salida del período amazónico tardío en la región central de Elysium Planitia de Marte, ubicado al sur de Elysium Rise. Son parte de una red de canales de salida en esta región que se entiende que emanan de grandes fisuras en la superficie marciana en lugar de los terrenos caóticos que originan los canales de salida de Chryse Planitia. El Athabasca Valles en particular emana de una de las fisuras de Cerberus Fossae y fluye río abajo hacia el suroeste, limitado al sur por una cresta ondulada durante más de 100 km, antes de desembocar en la llanura volcánica Cerberus Palus. Los Athabasca Valles son ampliamente reconocidos como el sistema de canales de salida más joven del planeta.
Aunque los investigadores generalmente están de acuerdo en que el valle se formó por el catastrófico derrame de la fisura Cerberus Fossae más al sur, la comunidad científica no ha llegado a un consenso sobre el mecanismo de formación preciso detrás de Athabasca Valles, tanto en la naturaleza del fluidos que rastrearon a través del valle, y en términos de eventos geológicos posteriores que desde entonces han resurgido la región. Los investigadores proponen simultáneamente un origen de agua de inundación (similar a las inundaciones de Missoula que formaron Channeled Scablands del Estado de Washington), un origen de lava de baja viscosidad (similar a las coladas de lavas de Hawaii), un origen glacial, o alguna combinación de los mecanismos antes mencionados. La presencia de montículos picados en el fondo del valle también ha sido objeto de debate y sustenta las diferentes hipótesis que se han propuesto, y se ha sugerido que se trata de pingos y conos sin raíces. Se ha propuesto que los terrenos poligonales de diferentes escalas observados en Athabasca Valles y aguas abajo en Cerberus Palus tienen características tanto volcánicas como periglaciales. Las interpretaciones sobre estos terrenos difieren fuertemente incluso con respecto al orden en que estas características se superponen a otros eventos en el valle.